# Neale Fraser
Neale Andrew Fraser, avstralski tenisač, * 3. oktober 1933, Melbourne, Avstralija.
Neale Fraser se je sedemkrat uvrstil v finala turnirjev za Grand Slam v posamični konkurenci, osvojil je Nacionalno prvenstvo ZDA v letih 1959 in 1960 ter Prvenstvo Anglije leta 1960. Na turnirju za Prvenstvo Anglije se je uvrstil v finale še leta 1958, kot tudi na turnirjih za Prvenstvo Avstralije v letih 1957, 1959 in 1960. Na turnirjih za Amatersko prvenstvo Francije se je najdlje uvrstil v polfinale v letih 1959 in 1962. V konkurenci mešanih dvojic je po trikrat osvojil turnirje za Prvenstvo Avstralije, Amatersko prvenstvo Francije in Nacionalno prvenstvo ZDA ter dvakrat Prvenstvo Anglije, v konkurenci mešanih dvojic pa trikrat Nacionalno prvenstvo ZDA ter po enkrat Prvenstvo Avstralije in Prvenstvo Anglije. V letih 1959, 1960, 1961 in 1962 je bil član zmagovite avstralske reprezentance na Davisovem pokalu. Leta 1970 je postal selektor avstralske reprezentance in jo 24 let vodil na Davisovem pokalu, zabeležil je štiri zmage, v letih 1973, 1977, 1983 in 1986. Leta 1984 je bil sprejet v Mednarodni teniški hram slavnih.

## Finali Grand Slamov

### Posamično (7)

#### Zmage (3)
| Leto | Turnir                       | Nasprotnik v finalu | Rezultat finala    |
| 1959 | Nacionalno prvenstvo ZDA     | Alex Olmedo         | 6–3, 5–7, 6–2, 6–4 |
| 1960 | Prvenstvo Anglije            | Rod Laver           | 6–4, 3–6, 9–7, 7–5 |
| 1960 | Nacionalno prvenstvo ZDA (2) | Rod Laver           | 6–4, 6–4, 10–8     |

#### Porazi (4)
| Leto | Turnir                   | Nasprotnik v finalu | Rezultat finala         |
| 1957 | Prvenstvo Avstralije     | Ashley Cooper       | 3–6, 11–9, 4–6, 2–6     |
| 1958 | Prvenstvo Anglije        | Ashley Cooper       | 6–3, 3–6, 4–6, 11–13    |
| 1959 | Prvenstvo Avstralije (2) | Alex Olmedo         | 1–6, 2–6, 6–3, 3–6      |
| 1960 | Prvenstvo Avstralije (3) | Rod Laver           | 7–5, 6–3, 3–6, 6–8, 6–8 |